# Stephan Schiffers
Stephan Schiffers (* 1975 in Hamburg) ist ein deutscher Filmregisseur, Drehbuchautor und Filmeditor.
Nach seiner Ausbildung im Bereich Filmschnitt arbeitete Schiffers als Filmeditor, Producer und Regieassistent unter anderen für Christian Petzold. 2001–2005 studierte er an der Internationalen Filmschule Köln Filmregie.
Sein Film Goldjunge lief erfolgreich auf nationalen und internationalen Festivals und wurde 2006 für den Studio Hamburg Nachwuchspreis und den First Steps Award nominiert. Schiffers arbeitet als Autor, Film- und Werbefilmregisseur in Köln.
Sein Bruder ist der Musiker Heinrich Schiffers. Er ist Enkel des Bildhauers Paul Egon Schiffers und der Schauspieler Pamela Wedekind und Charles Regnier.

## Filmografie (Auswahl)
- 2000: Paranoia (Buch/Regie)
- 2001: Letzte Hilfe (Buch/Regie)
- 2002: Wolfsburg (Regieassistent)
- 2003: Sri Lanka (Buch/Regie)
- 2004: Am Kanal (Buch/Regie)
- 2004: Trip – Remix Your Experience (Schnitt)
- 2005: Goldjunge (Buch/Regie)
- 2006: Yella (Regieassistent)
- 2007: Operation Elke (Buch/Regie)
- 2015–2016: Comedy Rocket